# 大河屯镇
大河屯镇，是中华人民共和国河南省南阳市唐河县下辖的一个乡镇级行政单位。

## 行政区划
大河屯镇下辖以下地区：
大河屯村、五里埠村、牛庄村、刘楼村、粪堆王村、褚庄村、王老庄村、李湾村、秦岗村、郝马庄村、马庄寨村、邢李庄村、郝楼村、乔庄村、肖庄村、赵寨村、申冲村、下岗村、付庄村、法云寺村、陈庄村、车厢店村、前张湾村、后张湾村和黄连树新村。